# Martin Uldal
Martin Uldal (* 23. Mai 2001 in Kristiansand, Vest-Agder) ist ein norwegischer Biathlet. Er wurde 2020 Jugendweltmeister mit der Staffel und gehört seit 2025 zur norwegischen Nationalmannschaft. Im Dezember 2024 feierte er seinen ersten Weltcupsieg.

## Sportliche Laufbahn

### Erfolge auf Junioren- und IBU-Cup-Ebene
Martin Uldals erste internationale Meisterschaften waren das Europäische Olympische Jugendfestival 2019, wo er Top-10-Plätze verpasste. Im Jahr darauf war er Teil der Jugendweltmeisterschaften in der Lenzerheide, wo er mit Morten Tørblad Sameien und Martin Nevland Gold im Staffelbewerb gewann und Einzelmedaillen aufgrund zu vieler Schießfehler verpasste. Erst zu den Juniorenweltmeisterschaften 2022 trat der Norweger wieder in Erscheinung und gewann in allen Disziplinen, inklusive des Staffelrennens, die Bronzemedaille. Durch diese Ergebnisse wurde er zum erfolgreichsten Athleten der WM gekrönt und durfte beim Saisonfinale des Biathlon-Weltcup 2021/22 in Oslo starten. Dort lief er trotz eines Schießfehlers im Sprint auf Rang 20, bestätigte diesen im Verfolger mit Platz 27 und ergatterte erste Weltcuppunkte.
Zum Winter 2022/23 wurde Uldal in den B-Kader der Nationalmannschaft aufgenommen und startete im IBU-Cup. Das zweite Rennen, einen Verfolger in Idre, konnte er sogleich gewinnen, auch beim Massenstart 60 in Ridnaun etwa zwei Wochen später war er siegreich. Die Europameisterschaften verliefen nicht nach Wunsch, bestes Ergebnis war Rang neun im Verfolger. Am Saisonende war Uldal mit Marthe Kråkstad Johansen in einer Single-Mixed-Staffel erfolgreich, die IBU-Cup-Gesamtwertung schloss er als Sechster ab. Auch 2023/24 gehörte Uldal zu den erfolgreichsten Athleten im IBU-Cup. Insgesamt erzielte er acht Podestplätze, darunter zwei Siege in den Sprintrennen am Arber und in Obertilliach, und gewann beim Saisonhöhepunkt, den Europameisterschaften hinter seinen Landsmännern Vebjørn Sørum und Johan-Olav Botn die Bronzemedaille im Einzel.

### Einstieg in den Weltcup mit erstem Sieg
Stark startete Uldal auch in die Saison 2024/25, indem er von den ersten sechs Wettkämpfen fünf auf dem Podest abschloss und dabei auch zwei Rennen gewinnen konnte. Folglich bekam er für das Wochenende in Hochfilzen erstmals seit fast drei Jahren einen Platz im Weltcupteam. Seinen ersten Sprint schloss er nach zwei Fehlern mit der drittschnellsten Kurszeit aller Athleten auf Rang sieben ab, im Verfolger verbesserte er sich um zwei weitere Plätze. Ein Paukenschlag gelang dem Norweger in der Folgewoche in Le Grand-Bornand, als er dank fehlerfreien Schießens mit 1,4 Sekunden Vorsprung auf Johannes Thingnes Bø den Wettkampf für sich entscheiden konnte. Im zweiten Trimester lief er drei weitere Male unter die Top 5, seine ersten Weltmeisterschaften verliefen mit Ausnahme eines sechsten Ranges im Sprint ohne großen Erfolg. In Nové Město na Moravě war Uldal erstmals Teil der Männerstaffel im Weltcup und erreichte mit Sturla Holm Lægreid, Johannes und Tarjei Bø den zweiten Rang. Am Ende seiner Debütsaison belegte er den elften Rang der Weltcupgesamtwertung.

## Schießrekord
Beim letzten Schießen des Verfolgungswettkampfes in Hochfilzen am 14. Dezember 2024 gelang Uldal mit einer Zeit von 12,9 Sekunden der schnellste in einem offiziellen Individualwettkampf aufgezeichnete Schießdurchgang der Geschichte. Dabei verfehlte er eine der fünf Scheiben. Weiterhin traf er am 16. März 2025 während seines ersten Stehendschießens im Single-Mixed-Wettkampf in einer Zeit von 12,5 Sekunden alle fünf Scheiben, was den inoffiziellen Weltrekord bedeutet.

## Persönliches
Uldal lebt am Biathlonstützpunkt in Lillehammer. Sein vier Jahre älterer Bruder Espen ist ebenfalls als Biathlet aktiv.

## Statistiken

### Weltcupsiege
| Nr. | Datum         | Ort              | Disziplin |
| --- | ------------- | ---------------- | --------- |
| 1.  | 19. Dez. 2024 | Le Grand-Bornand | Sprint    |

### Weltcupplatzierungen
Die Tabelle zeigt alle Platzierungen (je nach Austragungsjahr einschließlich Olympische Spiele und Weltmeisterschaften).
- 1.–3. Platz: Anzahl der Podiumsplatzierungen
- Top 10: Anzahl der Platzierungen unter den ersten zehn (einschließlich Podium)
- Punkteränge: Anzahl der Platzierungen innerhalb der Punkteränge (einschließlich Podium und Top 10)
- Starts: Anzahl gelaufener Rennen in der jeweiligen Disziplin
- Staffel: inklusive Mixed- und Single-Mixed-Staffeln

| Platzierung               | Einzel | Sprint | Verfolgung | Massenstart | Staffel | Gesamt |
| ------------------------- | ------ | ------ | ---------- | ----------- | ------- | ------ |
| 1. Platz                  |        | 1      |            |             |         | 1      |
| 2. Platz                  |        |        |            |             | 1       | 1      |
| 3. Platz                  |        |        |            |             |         |        |
| Top 10                    |        | 4      | 2          | 2           | 2       | 10     |
| Punkteränge               |        | 7      | 7          | 3           | 2       | 19     |
| Starts                    |        | 7      | 7          | 3           | 2       | 19     |
| Stand: Saisonende 2024/25 |        |        |            |             |         |        |

### Weltcupwertungen
Ergebnisse bei Weltcups (Disziplinen- und Gesamtweltcup) gemäß Punktesystem.
| Saison  | Einzel | Einzel | Sprint | Sprint | Verfolgung | Verfolgung | Massenstart | Massenstart | Gesamt | Gesamt |
| Saison  | Platz  | Punkte | Platz  | Punkte | Platz      | Punkte     | Platz       | Punkte      | Platz  | Punkte |
| ------- | ------ | ------ | ------ | ------ | ---------- | ---------- | ----------- | ----------- | ------ | ------ |
| 2021/22 | –      | –      | 68.    | 21     | 65.        | 14         | –           | –           | 75.    | 35     |
| 2024/25 | –      | –      | 4.     | 284    | 10.        | 192        | 15.         | 123         | 11.    | 599    |

### Biathlon-Weltmeisterschaften
Ergebnisse bei den Weltmeisterschaften:
| Weltmeisterschaften | Weltmeisterschaften | Einzelwettbewerbe | Einzelwettbewerbe | Einzelwettbewerbe | Einzelwettbewerbe | Staffelwettbewerbe | Staffelwettbewerbe | Staffelwettbewerbe |
| Jahr                | Ort                 | Einzel            | Sprint            | Verfolgung        | Massenstart       | Herrenstaffel      | Mixedstaffel       | S.-M.-Staffel      |
| ------------------- | ------------------- | ----------------- | ----------------- | ----------------- | ----------------- | ------------------ | ------------------ | ------------------ |
| 2025                | Lenzerheide         | 43.               | 6.                | 12.               | 21.               | –                  | –                  | –                  |

### Jugend-/Juniorenweltmeisterschaften
Uldal nahm 2020 an den Jugend- und 2022 an den Juniorenwettkämpfen teil.
| Weltmeisterschaften | Weltmeisterschaften | Einzelwettbewerbe | Einzelwettbewerbe | Einzelwettbewerbe | Herrenstaffel |
| Jahr                | Ort                 | Einzel            | Sprint            | Verfolgung        | Herrenstaffel |
| ------------------- | ------------------- | ----------------- | ----------------- | ----------------- | ------------- |
| 2020                | Lenzerheide         | 6.                | 14.               | 7.                | 1.            |
| 2022                | Soldier Hollow      | 3.                | 3.                | 3.                | 3.            |

### IBU-Cup-Siege
| Nr. | Datum         | Ort          | Disziplin              |
| --- | ------------- | ------------ | ---------------------- |
| 1.  | 30. Nov. 2022 | Idre         | Verfolgung             |
| 2.  | 18. Dez. 2022 | Ridnaun      | Massenstart 60         |
| 3.  | 4. März 2023  | Canmore      | Single-Mixed-Staffel 1 |
| 4.  | 1. Feb. 2024  | Arber        | Sprint                 |
| 5.  | 8. März 2024  | Obertilliach | Sprint                 |
| 6.  | 6. Dez. 2024  | Geilo        | Sprint                 |
| 7.  | 7. Dez. 2024  | Geilo        | Verfolgung             |